# Diáspora venezuelana
A diáspora venezuelana são os cidadãos venezuelanos que vivem fora da Venezuela. Em tempos de crise econômica e política desde a década de 2010, os venezuelanos frequentemente fogem para outros países na América e além para estabelecer uma vida mais sustentável.

## História

### Século XIX
Em 1827, um grupo de judeus mudou-se de Curaçau e estabeleceu-se em Coro, na Venezuela. Em 1855, os tumultos na área forçaram toda a população judaica, 168 indivíduos, a regressar a Curaçao. A assimilação dos judeus na Venezuela foi difícil, embora pequenas comunidades pudessem ser encontradas em Puerto Cabello, Villa de Cura, Carúpano, Río Chico, Maracaibo e Barquisimeto.

### Século XX
Durante a Segunda Guerra Mundial, o governo venezuelano rompeu relações com as potências do Eixo em 1942, com muitos grupos compostos por centenas de alemães-venezuelanos deixando a Venezuela para serem repatriados para a Alemanha Nazista.
No início da década de 1980, o governo venezuelano investiu muito na infraestrutura e nas comunicações do país, embora em meados da década de 1980, quando a Venezuela enfrentou dificuldades econômicas e a desigualdade aumentou, alguns venezuelanos emigraram. Mais uma vez, no auge das dificuldades socioeconómicas da Venezuela, no final da década de 1990, os venezuelanos começaram a emigrar novamente, com alguns a tentarem entrar nos Estados Unidos legal e ilegalmente.

### Século 21

#### Crise dos refugiados venezuelanos

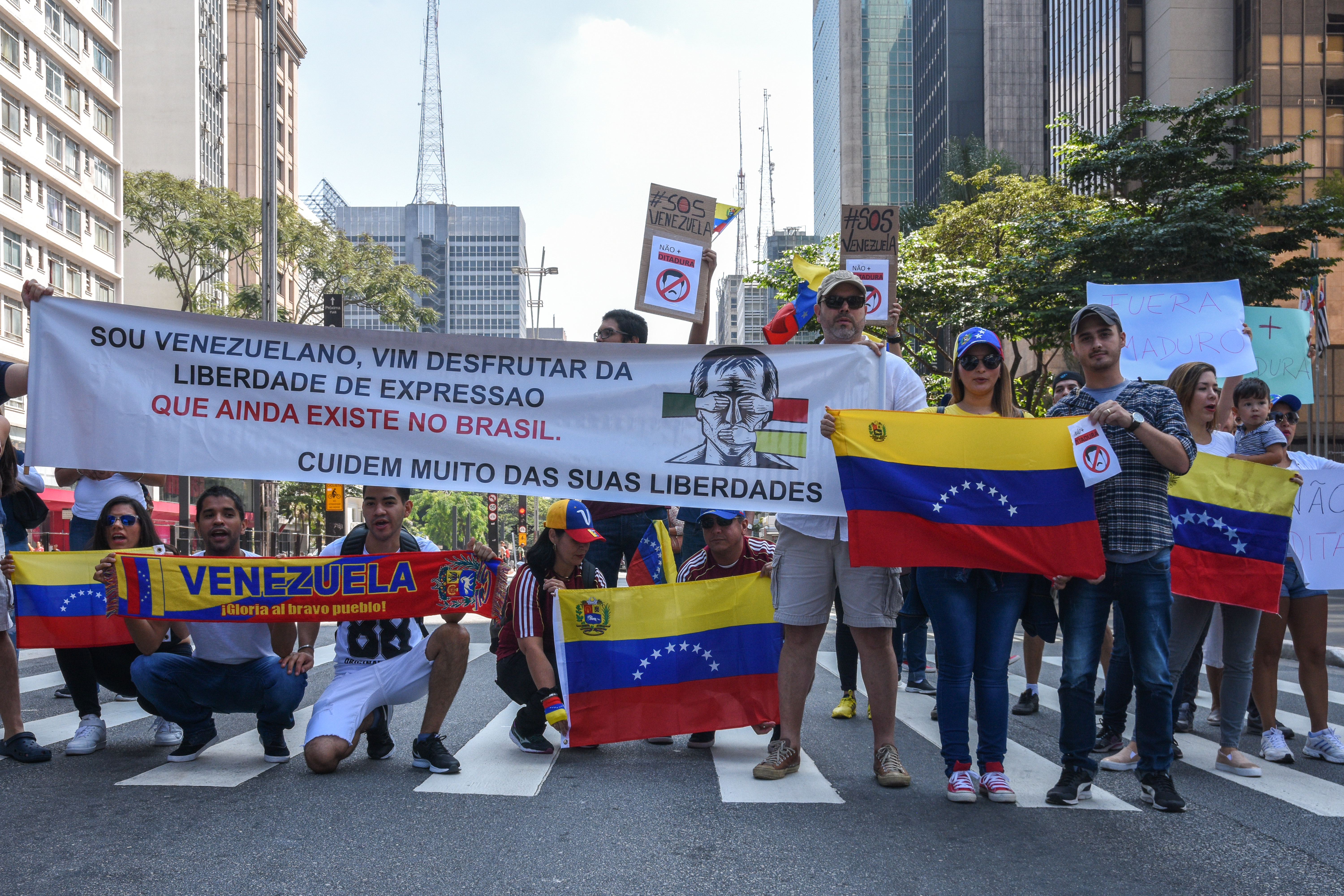
Venezuelanos em protesto contra a Revolução Bolivariana na Avenida Paulista, em São Paulo, no Brasil.

Durante a Revolução Bolivariana, muitos venezuelanos buscaram residência em outros países. Segundo a Newsweek, a "diáspora bolivariana é uma reviravolta de fortuna em grande escala" em comparação com o século XX, quando "a Venezuela era um refúgio para imigrantes que fugiam da repressão e da intolerância do Velho Mundo". O El Universal explicou como a “diáspora bolivariana” na Venezuela foi causada pela “deterioração tanto da economia como do tecido social, pela criminalidade desenfreada, pela incerteza e pela falta de esperança numa mudança de liderança num futuro próximo”. 
Em 1998, ano em que Hugo Chávez foi eleito pela primeira vez, apenas 14 venezuelanos receberam asilo nos Estados Unidos. Em setembro de 1999, 1.086 venezuelanos receberam asilo, de acordo com os Serviços de Cidadania e Imigração dos EUA. Calculou-se que entre 1998 e 2013, mais de 1,5 milhões de venezuelanos (entre 4% e 6% da população total da Venezuela) abandonaram o país após a Revolução Bolivariana. Os antigos residentes venezuelanos foram motivados pela falta de liberdade, pelos elevados níveis de insegurança e pelas oportunidades inadequadas no país. Também foi relatado que alguns pais na Venezuela incentivam os seus filhos a abandonarem o país devido às inseguranças que os venezuelanos enfrentam. Isto levou a uma fuga significativa de capital humano na Venezuela. Em 2018, o Exército Brasileiro lançou a Operação Acolhida para ajudar os imigrantes venezuelanos que chegavam ao estado de Roraima, que faz fronteira com a Venezuela. 
O número total de migrantes venezuelanos em todo o mundo aumentou de 7.180.000 em janeiro de 2023 para 7.720.000 em novembro de 2023. O imenso fluxo demográfico da crise dos refugiados já supera o deslocamento forçado internacional da Ucrânia, Síria e Afeganistão; até 2023, 84,72% (6.540.000) da diáspora venezuelana migrou para outros países da região, concentrando-se principalmente na Colômbia (44,04%), Peru (23,55%), Brasil (7,80%), Equador (7,34%) e Chile (6,80%). Somados venezuelanos que se mudaram para os Estados Unidos e Canadá, nota-se que mais de 90% da migração forçada venezuelana se concentrou no hemisfério americano. Estes migrantes venezuelanos são considerados refugiados de acordo com a Declaração de Cartagena (1984), a qual estabelece que "pessoas que fugiram de seus países porque suas vidas, segurança ou liberdade foram ameaçadas pela violência generalizada, agressão estrangeira, conflitos internos, violações massivas de direitos humanos ou outras circunstâncias que perturbaram seriamente a ordem pública também são consideradas refugiadas".